# Pélussin
Pélussin je naselje in občina v jugovzhodnem francoskem departmaju Loire regije Rona-Alpe. Leta 2009 je naselje imelo 3.494 prebivalcev.

## Geografija
Kraj leži v pokrajini Forez znotraj naravnega regijskega parka Pilat ob vznožju planote Pilat, 39 km vzhodno od Saint-Étienna.

## Uprava
Pélussin je sedež istoimenskega kantona, v katerega so poleg njegove vključene še občine Bessey, La Chapelle-Villars, Chavanay, Chuyer, Lupé, Maclas, Malleval, Roisey, Saint-Appolinard, Saint-Michel-sur-Rhône, Saint-Pierre-de-Bœuf, Véranne in Vérin s 16.015 prebivalci (v letu 2010).
Kanton Pélussin je sestavni del okrožja Saint-Étienne.

## Zanimivosti
- stari grad Château de Virieu s kapelo sv. Jurija, francoski zgodovinski spomenik od leta 2001,
- cerkev Rojstva sv. Janeza Krstnika,
- neoromanska cerkev Notre-Dame de Pélussin iz 19. stoletja,
- nekdanja železniška viadukta Ponts de Pélussin.

## Osebnosti
- kardinal Jullien (1882-1964), dekan Rimske Rote;